# Métro de Berlin
Le métro de Berlin (en allemand : U-Bahn Berlin [uːbaːn bɛɐ̯ˈliːn], contraction de Untergrundbahn) est un réseau de transport en commun desservant la capitale allemande. Il forme avec le réseau de S-Bahn (train express urbain) et le réseau de tramway (qui ne circule pratiquement que dans l'ancien Berlin-Est) l'armature des transports publics de la capitale allemande.
Inauguré en 1902 sur ce qui est maintenant une partie des lignes U1 et U2, le réseau comprend aujourd'hui 146,3 kilomètres de voies réparties sur 9 lignes, exploitées par la compagnie Berliner Verkehrsbetriebe (BVG). En 2017, la BVG a eu 1,064  milliard de passagers, dont plus de la moitié (553,1 millions) ont utilisé le métro,. Actuellement, 1 272 rames de métro sont en service sur le réseau.

## Historique

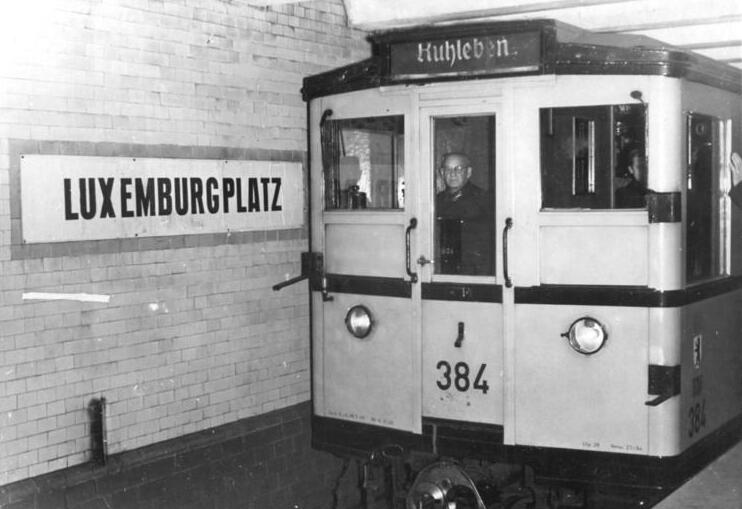
Métro de Berlin en 1950.

Le développement du métro de Berlin peut être résumé en quatre phases :
- De 1902 à 1913, construction réseau à petit gabarit.
- À partir de 1923, construction du réseau à grand gabarit après la création du Grand Berlin.
- À partir de 1953, extensions du réseau, surtout occidental. Le réseau est coupé en deux en 1961.
- À partir de 1989, modification et modernisation du réseau à la suite de la chute du mur de Berlin et de la réunification allemande.

### Origines et création du réseau
À la fin du XIXe siècle, on commençait à rechercher des solutions aux problèmes de circulation dans Berlin et les communes limitrophes. Après que plusieurs solutions eurent été étudiées et rejetées, le premier tronçon de métro entre Warschauer Straße et Zoologischer Garten avec une branche vers la Potsdamer Platz fut construit, puis mis en service en février 1902. Il s'agissait encore, pour l'essentiel, d'un métro aérien. Peu de temps après, les communes de Wilmersdorf, Schöneberg et Charlottenburg (qui ne faisaient pas encore partie la ville de Berlin) commencèrent à planifier leur propre ligne de métro qui devait d'abord circuler entre Dahlem au Sud et Spittelmarkt au Nord, puis être prolongée jusqu’à Olympiastadion. Ce réseau primaire à petit gabarit correspond aux actuelles lignes U1, U2, U3 et U4.
Après la Première Guerre mondiale et l'absorption des communes limitrophes dans le Grand Berlin en 1920, les plans d'une ligne de métro furent mis au point entre Wedding et Tempelhof, avec une éventuelle branche vers Neukölln. Cette ligne dite Nord-Sud constitue l'actuelle ligne U6, sauf la branche de Neukölln intégrée de nos jours à la U7. La société AEG entreprit également la construction de sa propre ligne (la GN-Bahn, actuelle ligne U8) entre Gesundbrunnen et Leinestraße dans le quartier de Neukölln en passant par Alexanderplatz. Mais l'achèvement de ces nouvelles lignes fut retardé jusqu'à la fin des années 1920 à cause de la crise économique et la période d'hyperinflation que connut l'Allemagne entre 1918 et 1923. Dans les années 1930, une nouvelle ligne de métro, la future U5, fut construite entre Alexanderplatz et Friedrichsfelde à l'est du centre-ville. Toutes ces nouvelles lignes, contrairement à celles qui existaient, furent construites pour des rames à grand gabarit.
Durant la Seconde Guerre mondiale, d'importants tronçons du réseau furent endommagés ou détruits. De plus, les eaux envahirent une partie du réseau à la suite de la destruction partielle du tunnel Nord-Sud de la S-Bahn qui passait sous le canal Landwehr. Les dégâts liés à la guerre furent rapidement réparés, si bien que le métro recommença rapidement à fonctionner après le conflit.

### Scission et extensions du réseau durant la Guerre Froide
La crise suivante fut provoquée par la construction du mur de Berlin (1961) qui sépara Berlin-Est et Berlin-Ouest. La ligne U2 fut alors scindée en deux. Les rames sur les lignes Nord-Sud U6 et U8 (dont les têtes de ligne étaient situées à Berlin-Ouest) circulaient sans arrêt dans les stations dites « fantômes » situées à Berlin-Est, sur les quais desquelles des policiers de l'Est patrouillaient pour dissuader tout occidental de descendre en cas d'arrêt de la rame, et empêcher les Berlinois de l'Est de tenter de fuir par le métro.
Durant la guerre froide, le réseau de Berlin-Ouest s'est considérablement étendu. C'est ainsi que la ligne U9 est devenue la nouvelle ligne Nord-Sud en évitant la partie Est de la ville ; la ligne U7 a créé une liaison entre Rudow au Sud-Est et Spandau à l'Ouest en reprenant la branche de la U6 vers Neukölln. La ligne U6 (autrefois ligne Nord-Sud) et la ligne U8 (autrefois Ligne GN) ont été prolongées. À Berlin-Est, seule la ligne à grand gabarit E (aujourd'hui U5) fut prolongée jusqu’à Hönow.
Parallèlement au réseau de métro, l'Ouest mit en service une courte ligne utilisant la technologie de la sustentation magnétique appelée « M-Bahn ». Son objectif était de desservir les alentours de la Potsdamerplatz qui étaient éloignés du métro depuis la fermeture de cette partie de la ligne U2 dès la construction du mur. Les infrastructures de celle-ci furent réutilisées au nord de la station Gleisdreieck. Après de nombreux déboires techniques, la ligne ouvrit finalement en 1991. Cependant la chute du mur et donc la réouverture de toute la ligne U2, qui n'étaient pas prévisibles lors de sa conception, rendirent la ligne obsolète, ce qui entraîna sa fermeture et son démantèlement peu de temps après.

### Renouveau depuis la Réunification
Après la chute du mur de Berlin, le réseau du métro est réunifié et les stations fantômes de Berlin-Est rouvrent. Depuis, seuls quelques prolongements ont été réalisés, en général pour créer une correspondance avec le réseau de RER (S-Bahn). Des plans ambitieux furent tout d'abord conçus pour doter l'ex-Berlin-Est d'une desserte efficace, mais ils se heurtèrent rapidement à des problèmes financiers rencontrés par la ville. De ces projets ne subsista finalement que le prolongement de la ligne 5 sous Unter den Linden, qui était déjà envisagée dans les années 1930 afin de créer un nouveau lien Est-Ouest. En 2009, la courte ligne 55 est ouverte entre Hauptbahnhof et Brandenburgertor. Elle est intégrée à la ligne 5 en décembre 2020, lors de la mise en service d'une section entre Brandenburger Tor et Alexanderplatz. Par ailleurs de nouvelles rames de type HK ont été déployées sur le réseau par la BVG.

## Le réseau

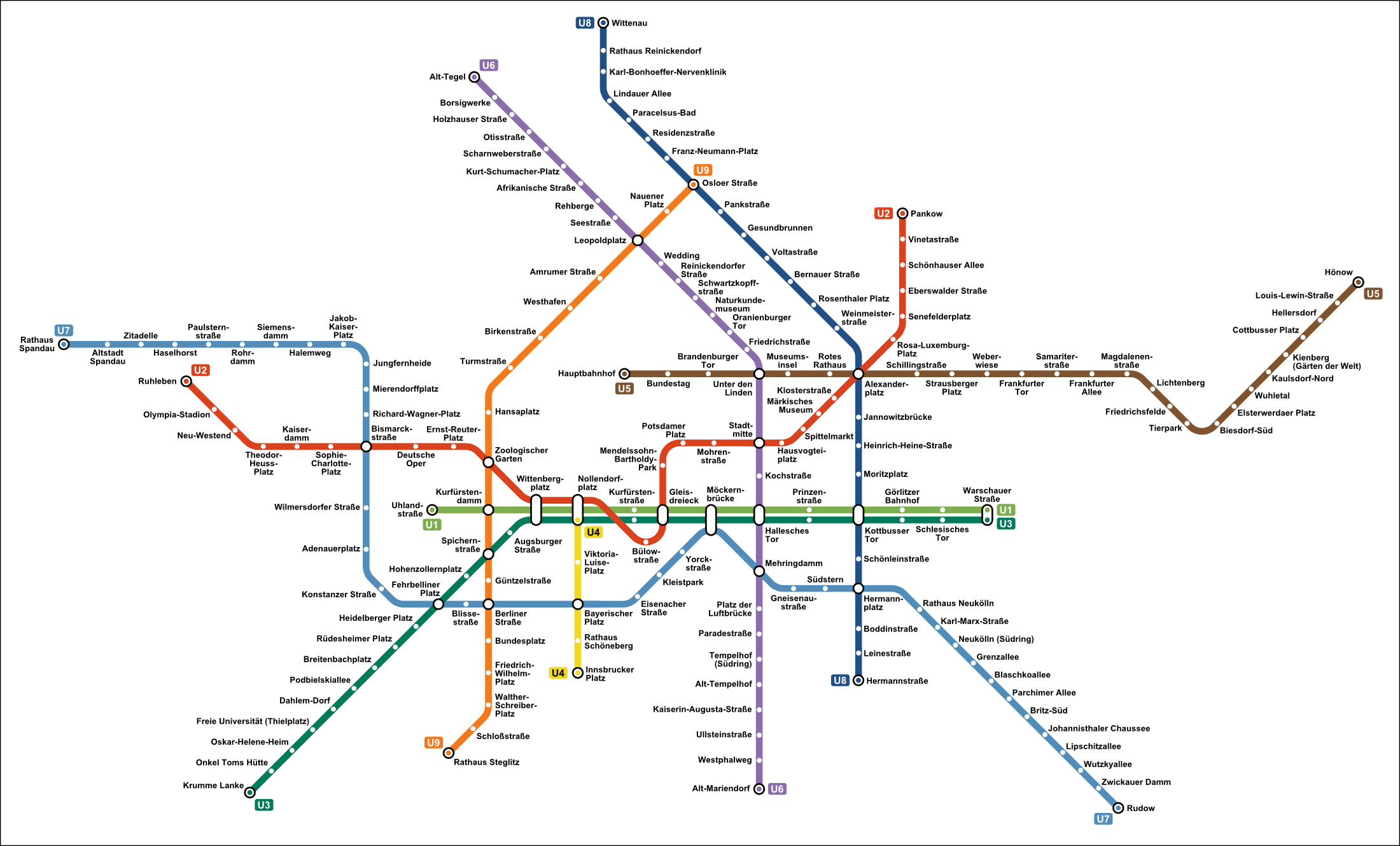
Carte topologique du réseau de Berlin, en 2020.

Le réseau de métro de Berlin comporte 170 stations et 144 km de voie. La ligne U7 avec ses 32 km est la plus longue et la ligne U55 (2 km) la plus courte. Aux heures de pointe, les rames sont espacées de 5 minutes ; en régime de soirée, l'écart est de 10 minutes. Depuis 2003, une desserte nocturne est assurée les nuits du vendredi au samedi et du samedi au dimanche avec une cadence de 15 minutes. Les autres nuits, les lignes de métro sont remplacées par des bus toutes les demi-heures.
Le poste de contrôle du métro de Berlin se trouve dans un bâtiment (siège de la BVG) près de la station Kleistpark. L'ensemble du réseau est surveillé et les interventions, en cas de problèmes d'exploitation, sont pilotées depuis ce poste.

### Les lignes
À l'origine, les lignes du réseau avaient parfois des embranchements communs. À partir de l'après-guerre, le réseau est organisé afin que les lignes soient indépendantes les unes des autres et qu'il n'y ait plus d'embranchements ni de croisements de rames. La seule exception contemporaine est la portion de voie entre Wittenbergplatz et Warschauer Straße où circulent les lignes U1 et U3.
Neuf lignes sont actuellement en exploitation. La ligne provisoire U55 reliant la gare centrale à la porte de Brandebourg, est exploitée de 2009 à 2020, jusqu'à son raccordement avec la ligne 5. La ligne  désignait entre 1993 et 2003 la ligne de métro nocturne. Désormais l'appellation U12 est utilisé en cas de travaux (par exemple : courant 2015) ou de grosses manifestations sur le tracé entre Ruhleben et Warschauer Straße. Ce tracé correspond à celui de l'U1 entre 1961 et 1993 (Ruhleben – Schlesisches Tor) et emprunte aujourd'hui les voies de la U1 et de la U2, d'où le nom U12.
Les lignes à gros gabarit les plus fréquentées sont la U7 et la U9, suivie par la U6. La plus grande fréquentation pour les lignes de petit gabarit est sur la U2, alors que la U4 est la moins fréquentée
| Lignes | Terminus                            | Mise en service   | Dernier prolongement | Gabarit | Nombre de stations | Longueur | Distances moyennes entre les stations | Durée  | Vitesse moyenne |
| ------ | ----------------------------------- | ----------------- | -------------------- | ------- | ------------------ | -------- | ------------------------------------- | ------ | --------------- |
|        | Uhlandstraße ↔ Warschauer Straße    | 18 février 1902   | 28 août 1961         | Petit   | 13                 | 8,8 km   | 733 m                                 | 21 min | 25,7 km/h       |
|        | Ruhleben ↔ Pankow                   | 18 février 1902   | 16 août 2000         | Petit   | 29                 | 20,7 km  | 739 m                                 | 47 min | 26,4 km/h       |
|        | Krumme Lanke ↔ Warschauer Straße    | 18 février 1902   | 7 mai 2018           | Petit   | 24                 | 18,9 km  |                                       | 40 min | 28,4 km/h       |
|        | Nollendorfplatz ↔ Innsbrucker Platz | 1er décembre 1910 | -                    | Petit   | 5                  | 2,9 km   | 725 m                                 | 6 min  | 29 km/h         |
|        | Hauptbahnhof ↔ Hönow                | 21 décembre 1930  | 4 décembre 2020      | Gros    | 26                 | 22,4 km  | m                                     | 41 min | 33,6 km/h       |
|        | Alt-Tegel ↔ Alt-Mariendorf          | 30 janvier 1923   | 28 février 1966      | Gros    | 29                 | 19,9 km  | 711 m                                 | 38 min | 31,4 km/h       |
|        | Rathaus Spandau ↔ Rudow             | 19 avril 1924     | 1er octobre 1984     | Gros    | 40                 | 31,8 km  | 815 m                                 | 57 min | 33,5 km/h       |
|        | Wittenau ↔ Hermannstraße            | 17 juillet 1927   | 13 juillet 1996      | Gros    | 24                 | 18,0 km  | 783 m                                 | 36 min | 30 km/h         |
|        | Osloer Straße ↔ Rathaus Steglitz    | 28 août 1961      | 30 avril 1976        | Gros    | 18                 | 12,4 km  | 729 m                                 | 23 min | 32,3 km/h       |

### Les stations
Parmi les 175 stations de surface ou souterraines, nombre d'entre elles présentent des particularités ou sont tout simplement esthétiquement remarquables.
La station Hermannplatz est presque une cathédrale : elle mesure 132 mètres de long, 7 mètres de haut et 22 mètres de large. À l'époque de son ouverture, le grand magasin Karstadt fut inauguré près de la station et la société paya une somme considérable pour la construction de ce monument, obtenant également obtenu que soit aménagé un accès direct au magasin depuis le métro. Une autre particularité est que le premier « escalator » (escalier mécanique) du métro berlinois fut installé à cet endroit. Les lignes U7 et U8 sont en correspondance à cette station.
La station Alexanderplatz fait également partie des gares dignes d'être mentionnées. Il s'agit en premier lieu d'une station où se rencontrent trois lignes de métro (U2, U5, U8). Dans ce domaine, elle n'est dépassée que par la station Nollendorfplatz qui assure la correspondance entre quatre lignes (U1-U4). La première partie de la gare a été construite en 1913 avec la ligne aujourd'hui appelée U2. Dans les années 1920, la place a été complètement remodelée en surface comme sous terre, pour réaliser les quais des lignes D (aujourd'hui U8) et E (aujourd'hui U5). La transformation de la gare a été conçue par l'architecte Alfred Grenander. L'inauguration de la station « blau-grün » donna lieu à l'ouverture de la première galerie commerciale souterraine de Berlin : celle-ci est aujourd'hui la salle de correspondance entre les lignes U2 et U8.

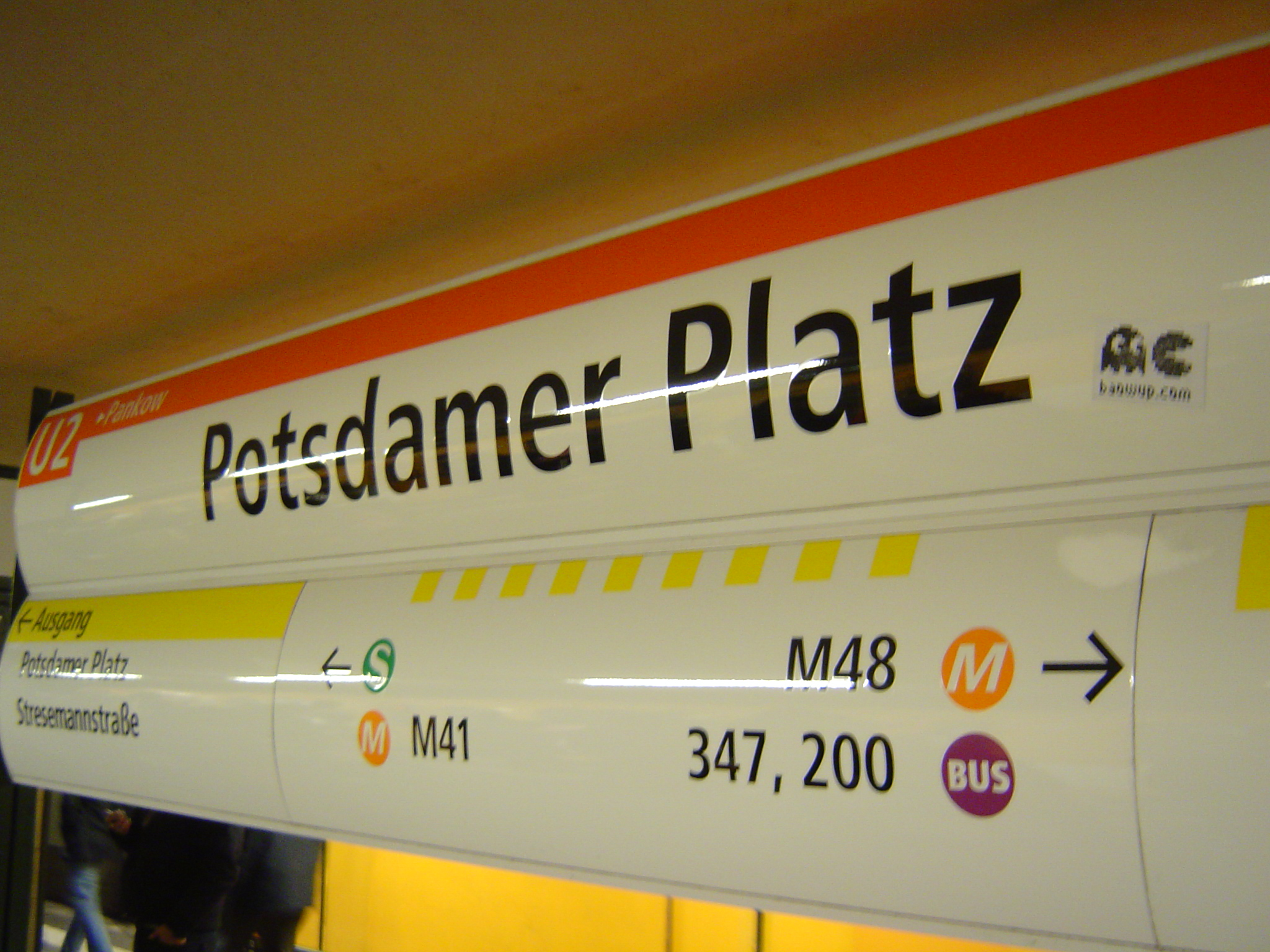
Berlin Potsdamer Platz.
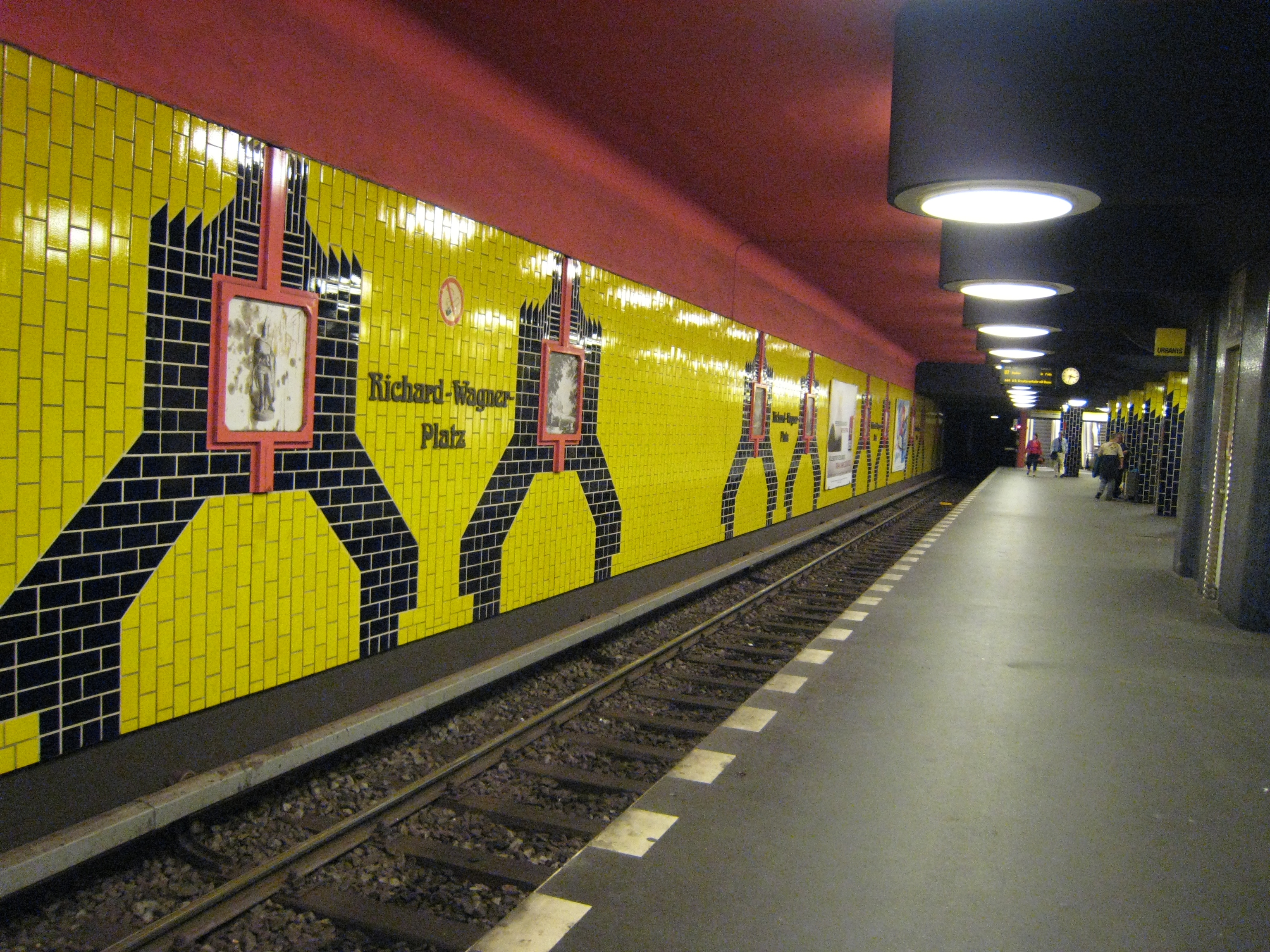
Station Berlin Richard-Wagner-Platz.
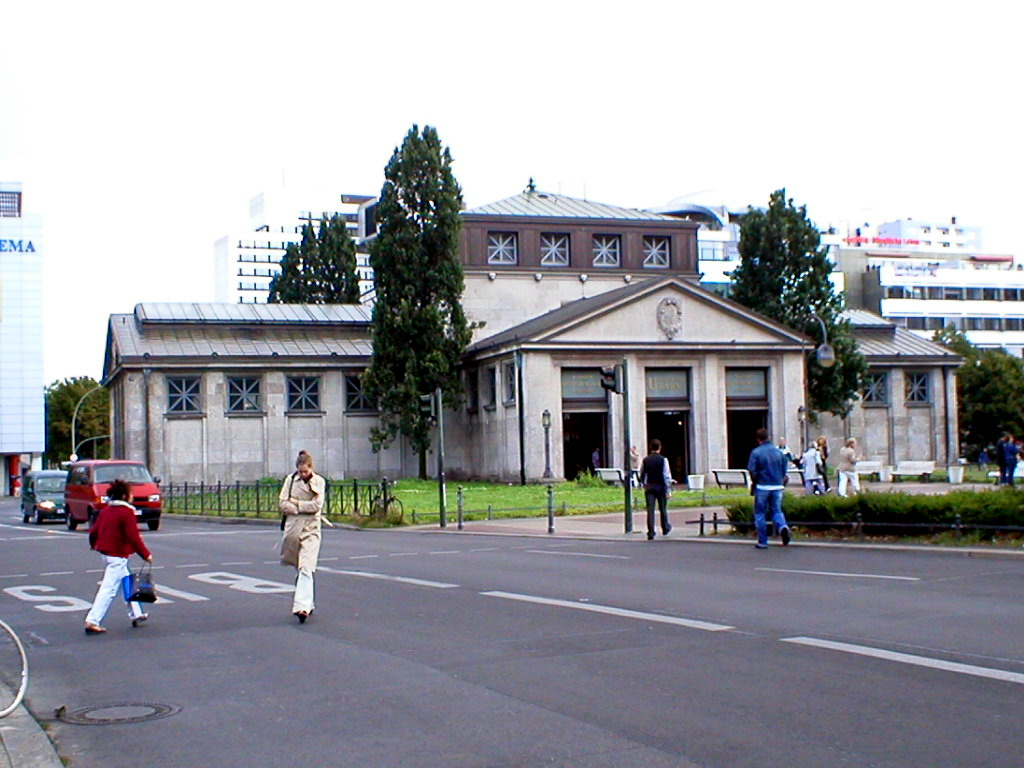
Entrée de la station Wittenbergplatz.

### Accessibilité
En octobre 2014, sur les 173 stations du réseau berlinois, 106 étaient rendues accessibles aux personnes handicapées, c'est-à-dire équipées d'un ascenseur ou d'une rampe pour les fauteuils roulants et les poussettes et d'une surface podotactile au sol pour les aveugles et les malvoyants.
La ligne U5 est désormais totalement accessible. En outre, toutes les stations terminus sont accessibles.
La BVG s'est engagée à rendre toutes ses stations accessibles à l'horizon 2020. À la mi-janvier 2020, 131 stations sont désormais accessibles aux personnes à mobilité réduite.
Les stations dont l'accessibilité est programmée sont répertoriées ci-dessous :
| Station                             | Ligne | Accessibilisation (sous réserves) |
| ----------------------------------- | ----- | --------------------------------- |
| Altstadt Spandau                    |       | annoncée à l'horizon 2020         |
| Alt-Tempelhof                       |       | annoncée à l'horizon 2020         |
| Augsburger Straße                   |       | annoncée à l'horizon 2020         |
| Bayerischer Platz                   |       | projetée pour 2016                |
| Birkenstraße                        |       | projetée pour 2015/2016           |
| Borsigwerke                         |       | annoncée à l'horizon 2020         |
| Deutsche Oper                       |       | annoncée à l'horizon 2020         |
| Ernst-Reuter-Platz                  |       | annoncée à l'horizon 2020         |
| Franz-Neumann-Platz (Am Schäfersee) |       | annoncée à l'horizon 2020         |
| Gneisenaustraße                     |       | annoncée à l'horizon 2020         |
| Görlitzer Bahnhof                   |       | annoncée à l'horizon 2020         |
| Grenzallee                          |       | annoncée à l'horizon 2020         |
| Güntzelstraße                       |       | annoncée à l'horizon 2020         |
| Hausvogteiplatz                     |       | annoncée à l'horizon 2020         |
| Heinrich-Heine-Straße               |       | annoncée à l'horizon 2020         |
| Holzhauser Straße                   |       | annoncée à l'horizon 2020         |
| Kaiserdamm                          |       | annoncée à l'horizon 2020         |
| Klosterstraße                       |       | annoncée à l'horizon 2020         |
| Konstanzer Straße                   |       | annoncée à l'horizon 2020         |

| Station                | Ligne | Accessibilisation (sous réserves) |
| ---------------------- | ----- | --------------------------------- |
| Kurfürstenstraße       |       | annoncée à l'horizon 2020         |
| Mierendorffplatz       |       | annoncée à l'horizon 2020         |
| Möckernbrücke          |       | annoncée à l'horizon 2020         |
| Moritzplatz            |       | annoncée à l'horizon 2020         |
| Nauener Platz          |       | annoncée à l'horizon 2020         |
| Pankstraße             |       | annoncée à l'horizon 2020         |
| Paulsternstraße        |       | annoncée à l'horizon 2020         |
| Platz der Luftbrücke   |       | annoncée à l'horizon 2020         |
| Rathaus Schöneberg     |       | annoncée à l'horizon 2020         |
| Residenzstraße         |       | annoncée à l'horizon 2020         |
| Rohrdamm               |       | annoncée à l'horizon 2020         |
| Rosa-Luxemburg-Platz   |       | annoncée à l'horizon 2020         |
| Schlesisches Tor       |       | annoncée à l'horizon 2020         |
| Schloßstraße           |       | annoncée à l'horizon 2020         |
| Schönleinstraße        |       | annoncée à l'horizon 2020         |
| Seestraße              |       | annoncée à l'horizon 2020         |
| Sophie-Charlotte-Platz |       | annoncée à l'horizon 2020         |
| Spichernstraße         |       | annoncée à l'horizon 2020         |
| Weinmeisterstraße      |       | annoncée à l'horizon 2020         |
| Westphalweg            |       | annoncée à l'horizon 2020         |

### Développement du réseau
La nouvelle ligne de métro U5, qui devait entrer en service entre les stations Hauptbahnhof, Bundestag et Brandenburger Tor en 2007, est finalement inaugurée le 8 août 2009. En 2010 a été lancée la construction du tronçon entre Brandenburger Tor et Alexanderplatz. L'inauguration a eu lieu le 4 décembre 2020.

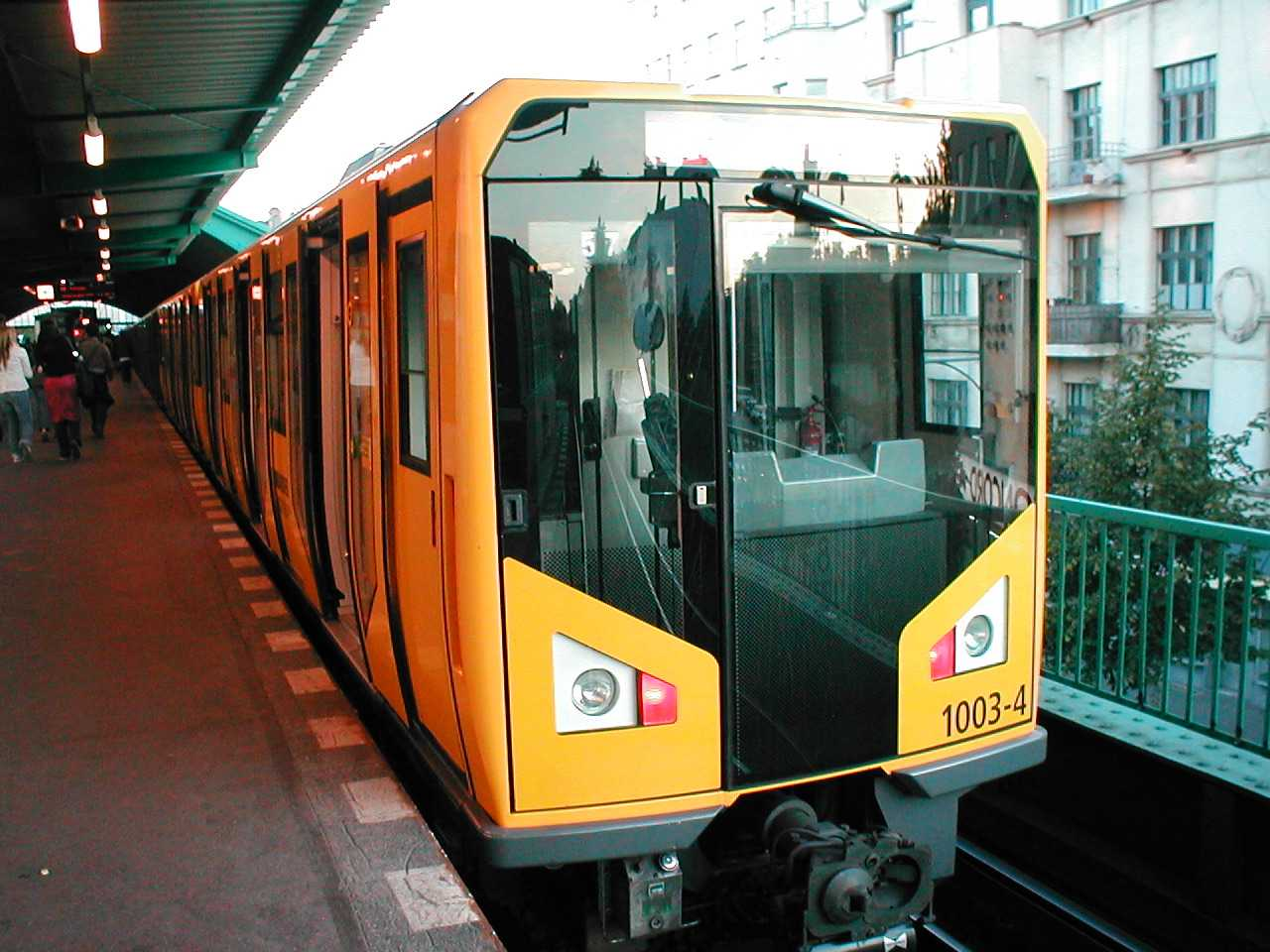
Nouveau matériel de type HK.

D'autres extensions sont relativement peu probables à cause des caisses chroniquement vides. En outre, le débat subsiste entre les partisans du tramway et les inconditionnels du métro. Après le boum de la construction dans la partie occidentale de la ville, est venu le temps des désillusions. Par ailleurs Berlin est relativement bien desservi par ses métros et S-Bahn. Peu de quartiers ne sont actuellement pas équipés de moyens de transport ferré. Des aménagements sont projetés, comme le déplacement de la station Warschauer Straße (U1) pour la rapprocher de la ligne de S-Bahn voisine. À cause de leur coût estimé à 50 millions d'euros, ces travaux ne seront sans doute pas réalisés. Des travaux d'entretien du réseau existant sont devenus aujourd'hui urgents et sont privilégiés par rapport à de nouvelles constructions. Les financements de l'État fédéral vont diminuer fortement au cours des prochaines années, ce qui ne laissera aucune ressource pour de nouveaux travaux. Des travaux de reconstruction doivent avoir lieu dans les prochaines années entre Gleisdreieck et Potsdamer Platz (U2), à la station Jannowitzbrücke et sur le tronçon en viaduc de Kreuzberg (U1). À l'automne 2006 ont commencé les travaux sur le viaduc entre Gleisdreieck et Bülowstraße (U2) : les piles du pont Maroder doivent être remplacées sans gêner la circulation des trains régionaux et longue distance qui l'empruntent.

### Développements futurs
Voici les projets à long terme du métro de Berlin :
U1

La ligne U1 actuelle devrait être prolongée vers l'est, du terminus actuel Warschauer Straße jusqu'à la station de métro Frankfurter Tor (U5). Ce prolongement est incertain, étant donné que ce tronçon est déjà desservi par des tramways.
U2

Au nord est envisagé un prolongement de Pankow à Ossietzkyplatz. À l'ouest, il est prévu que la ligne U2 aille jusqu'à Falkenhagener Feld en passant par Rathaus Spandau (correspondance avec la ligne U7) où d'ailleurs un quai pour la U2 existe déjà.
U3

Cette ligne doit être prolongée vers le sud-ouest jusqu’à la station de S.Bahn (RER) de Mexikoplatz (S1). Si les finances de Berlin s'améliorent, il s'agit d'un des prolongements les plus vraisemblables.
U4

Au sud, un prolongement serait très compliqué, voire impossible, à cause de l'autoroute. Au nord, la ligne devrait être prolongée jusqu’à Magdeburger Platz, puis la Potsdamer Platz.
U5

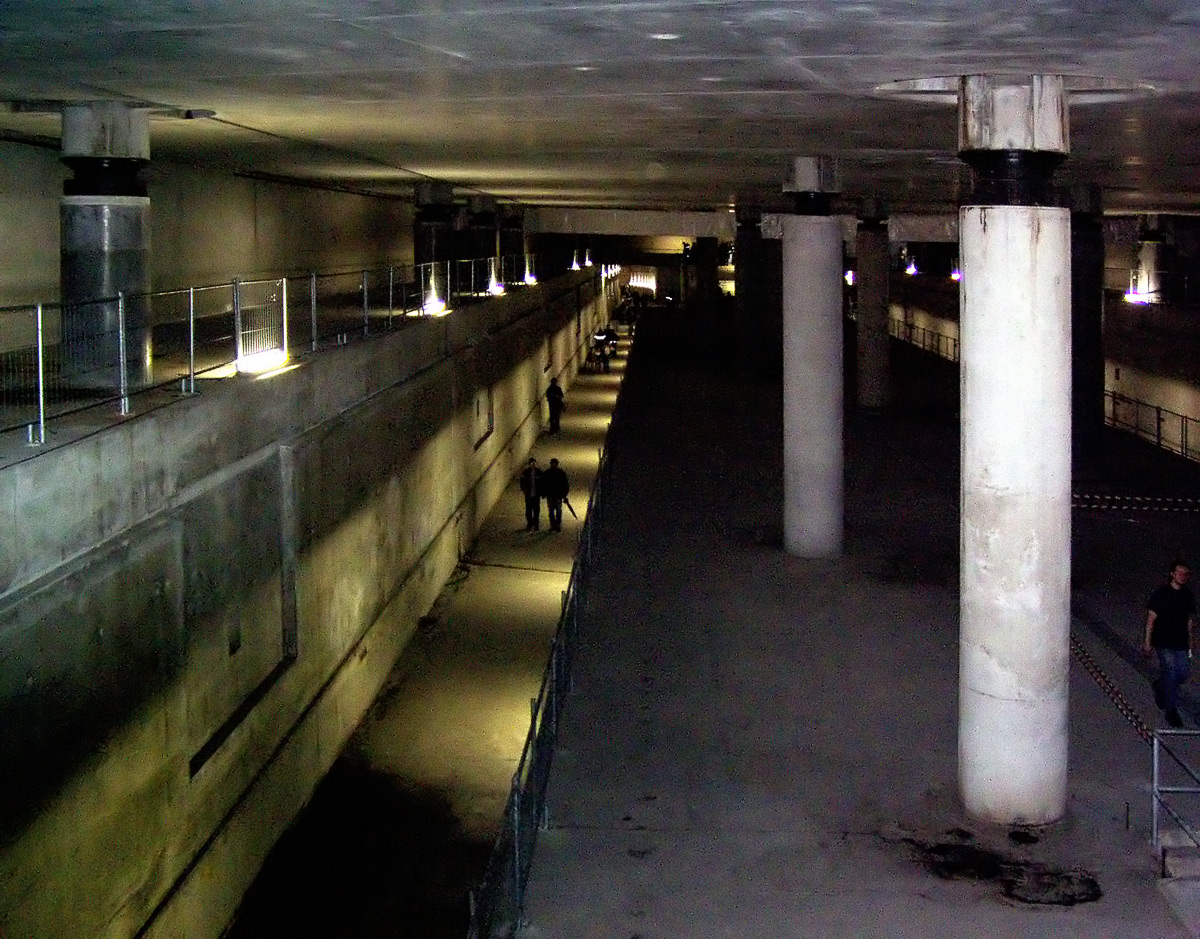
Station Reichstag.

En direction de l'est, cette ligne est considérée comme terminée, car sa station terminus se trouve déjà à la limite de Berlin. Le projet de prolonger la ligne plus loin vers l'ouest jusqu’à l'aéroport de Tegel ne semble plus d'actualité en raison de la fermeture de celui-ci en novembre 2020.
U7

La ligne pourrait être prolongée au sud-est entre Rudow et l'aéroport Willy-Brandt, ouvert en 2020.

Du côté nord-ouest, un prolongement jusqu'à Staaken serait envisagé.

### Stations disparues
Stralauer Tor était une ancienne station de Berlin, sur la rive Est de la Spree située entre les stations Warschauer Straße et Schlesisches Tor. Elle fut ouverte en 1902 et rebaptisée Osthafen en 1924. Durant la Seconde Guerre mondiale, elle fut complètement détruite. Aujourd'hui ne subsistent plus que les piliers du viaduc. Elle ne fut jamais reconstruite, car l'existence de la station toute proche, Warschauer Straße, ne le justifiait pas.
La station Nürnberger Platz fut fermée en juillet 1959, à la suite de la construction à faible distance de la station Spichernstraße qui permettait une correspondance avec la nouvelle ligne G (aujourd'hui U9). De nos jours, il ne reste plus rien de l'ancienne station.

### Stations fantômes et tunnels inutilisés
À Berlin, il existe un grand nombre de constructions réalisées pour préparer la création d'une ligne de métro. Il y a par exemple à Potsdamer Platz le gros œuvre d'une station de métro pour une future ligne de métro vers Weißensee. Toutefois la probabilité que cette ligne soit créée est faible.
La station Französiche Straße (Rue française), située sur la U6 ferme ses portes en décembre 2020, au profit de la nouvelle station Unter den Linden, qui offre par la même occasion une correspondance avec la ligne U5. La question de sa reconversion est actuellement discutée.

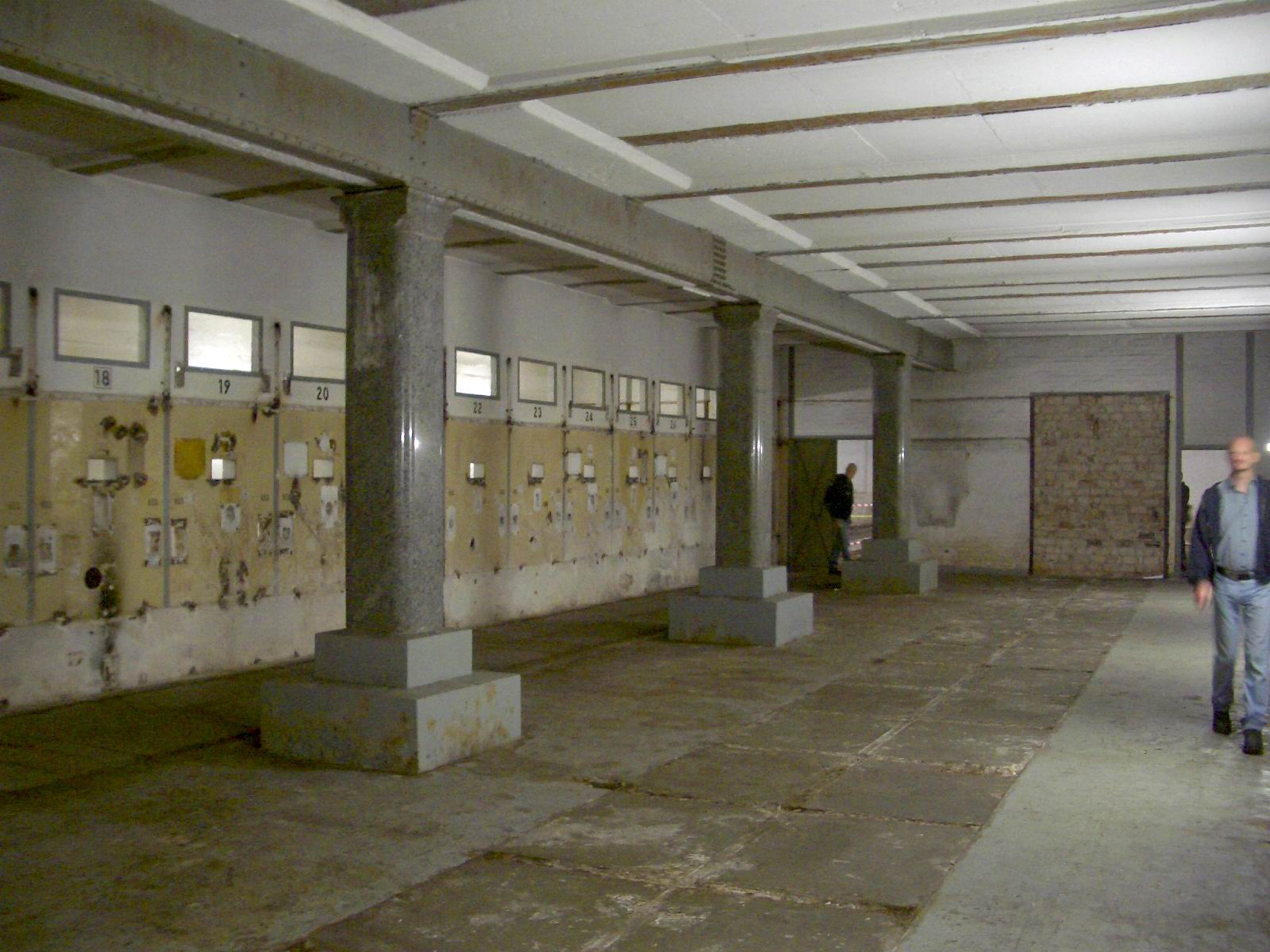
La station inutilisée d'Oranienplatz.
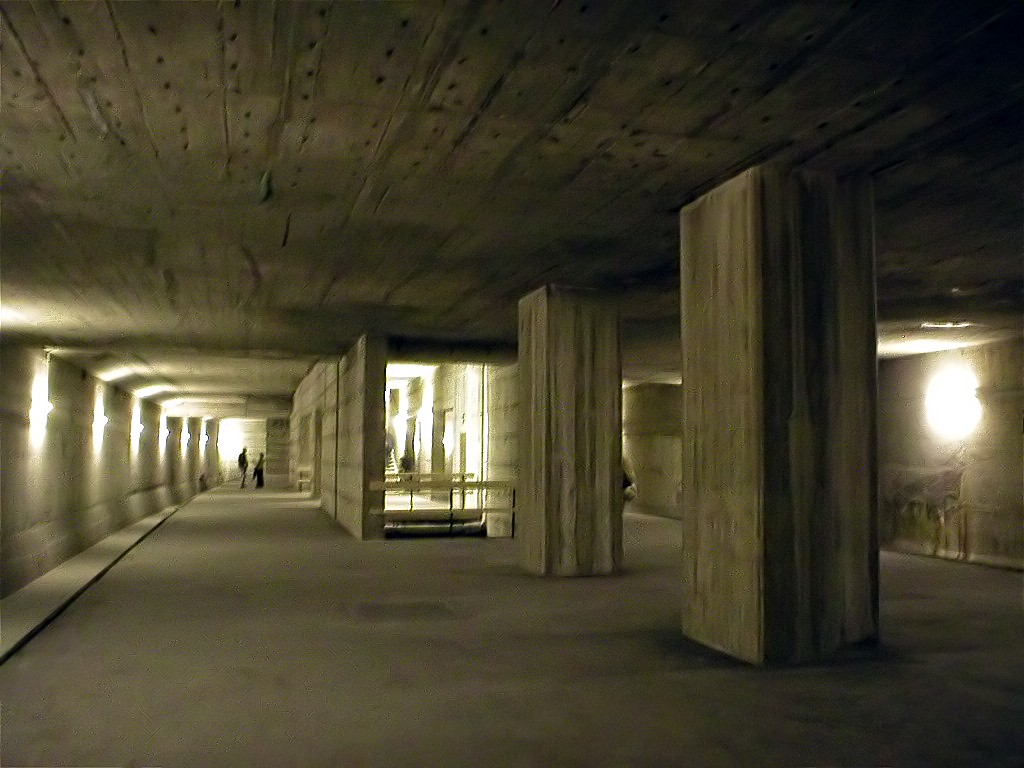
La station Innsbrucker platz prévue à l'origine pour la future ligne U10.
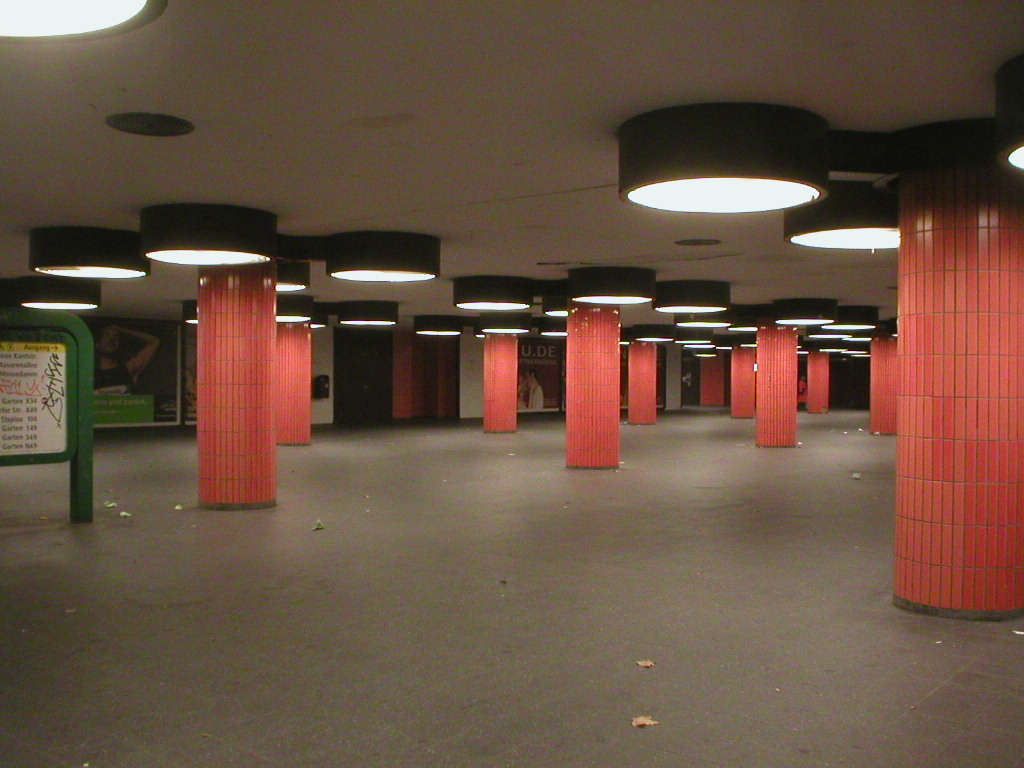
Une station de métro était prévue à Berliner Messe (foire).
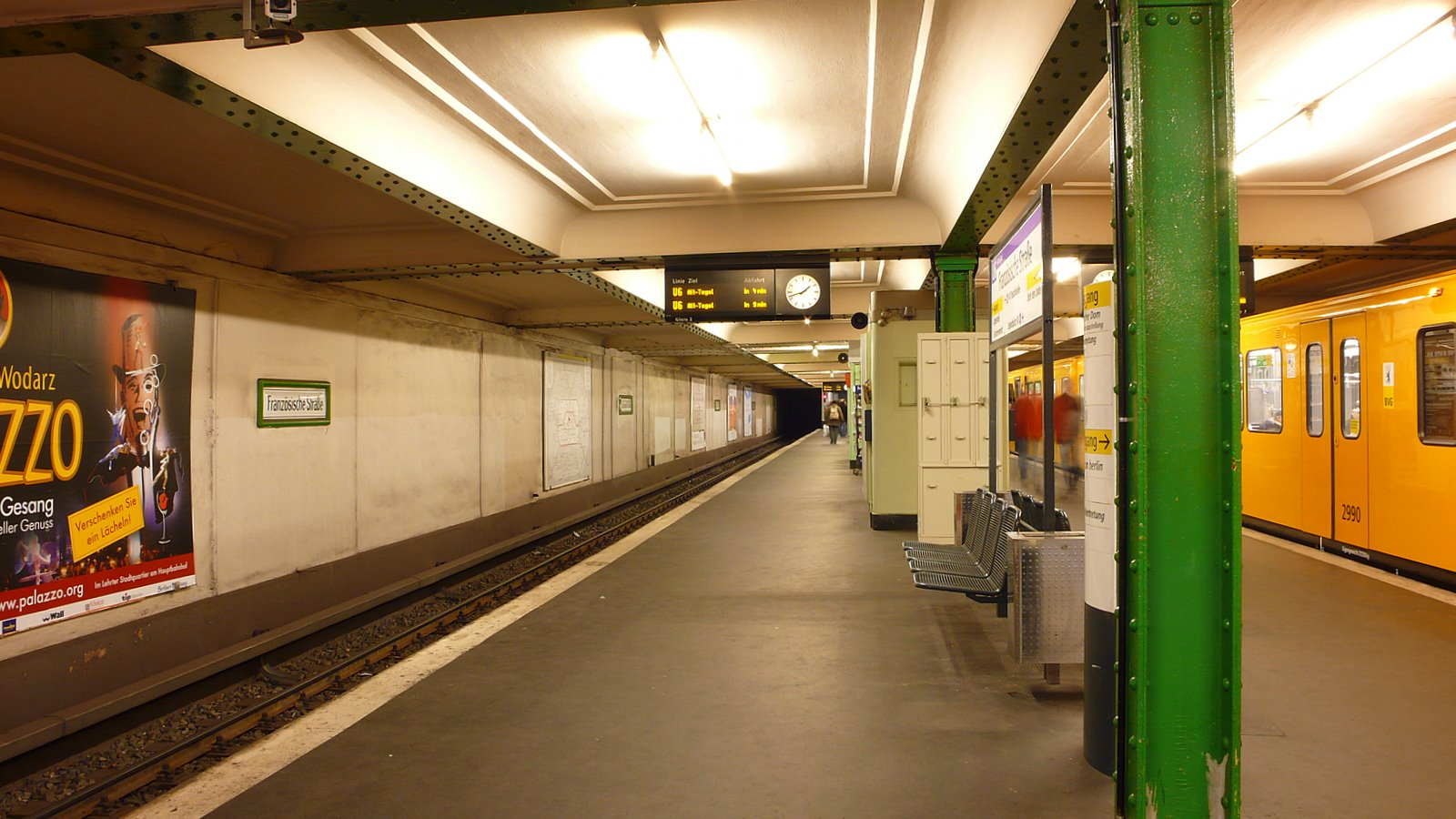
La station Französische Straße, ouverte en 1923 et fermée en 2020.

### Correspondances
Le passage de la S-Bahn vers la U-Bahn se fait généralement par un long déplacement, en sortant de la station pour rejoindre l'autre station. La station Wuhletal sur les lignes U5 et S5 est la seule où l'on puisse faire une correspondance entre la S-Bahn et la U-Bahn qui sur un même et seul quai.

## Le matériel roulant
Le réseau comprend des lignes à petit gabarit (U1,U2, U3, U4), les premières construites, et à grand gabarit (U5, U6, U7, U8, U9). Le gabarit a un impact sur la largeur des rames : les rames à grand gabarit ont une largeur de 2,65 m et font 3,40 mètres de haut, celle à petit gabarit font 2,30 m de large et 3,10 m de haut. Techniquement il s'agit donc de 2 réseaux distincts.
Dans les 2 cas, la voie est à écartement normal (1 435 mm) et les rames sont alimentées en courant continu à la tension de 750 V. Les rames à grand gabarit captent le courant par le bas (3e rail). Les rames à petit gabarit captent le courant par le haut (3e rail).
Les séries les plus récentes sont constituées des rames à grand gabarit de type H et des rames à petit gabarit de type HK. Les rames à grand gabarit les plus anciennes sont la série F74 et en petit gabarit celles de la série A3-64.

### Matériel à petit gabarit
De nos jours, les rames des séries A3, G, HK et IK circulent sur les lignes à petit gabarit.
| Nom de la série | Nom de la série | Livraison   | Suppresion   | Suppresion | Nombre | Constructeur(s)                                                      | Ligne(s) desservies(s) | Illustration |
| --------------- | --------------- | ----------- | ------------ | ---------- | ------ | -------------------------------------------------------------------- | ---------------------- | ------------ |
| A               | A-I             | 1902 - 1926 | 1968 (Ouest) | 1989 (Est) | 318    | Westwaggon, Falkenried, Linke-Hofmann-Busch                          |                        |              |
| A               | A-II            | 1928 - 1929 | 1973 (Ouest) | 1989 (Est) | 96     | Orenstein & Koppel, Waggonfabrik Wismar, MAN SE, Linke-Hofmann-Busch |                        |              |
| A3              | A3              | 1960 - 1966 | En service   | En service | 231    | AEG, Orenstein & Koppel, Siemens                                     |                        |              |
| A3              | A3L             | 1966 - 1994 | En service   | En service | 231    | AEG, Orenstein & Koppel, Siemens                                     |                        |              |
| G               | G               | 1974 - 1989 | En service   | En service | 123    | LEW Hennigsdorf                                                      |                        |              |
| HK              | HK              | 2001 - 2006 | En service   | En service | 24     | Bombardier                                                           |                        |              |
| IK              | IK              | 2015 - 2020 | En service   | En service | 54     | Stadler Rail                                                         |                        |              |

### Matériel à grand gabarit
De nos jours, les rames des séries F, H et IK circulent sur les lignes à grand gabarit. Les rames IK sont de petits profils mais disposent de paliers rétractables entre les portes et le quai permettant de s'adapter au grand gabarit.
| Nom de la série | Nom de la série | Livraison   | Suppresion     | Nombre | Constructeur(s)                                                                           | Ligne(s) desservies(s) | Illustration           |
| --------------- | --------------- | ----------- | -------------- | ------ | ----------------------------------------------------------------------------------------- | ---------------------- | ---------------------- |
| B               | BI              | 1924 - 1927 | 1965           | 74     | MAN SE, Linke-Hofmann-Busch, Waggonfabrik Fuchs, Waggonfabrik Steinfurt                   |                        | Rame de la série B II. |
| B               | BII             | 1927-1929   | 1969           | 36     | MAN SE, Linke-Hofmann-Busch, Waggonfabrik Fuchs, Waggonfabrik Steinfurt                   |                        | Rame de la série B II. |
| C               | CI              | 1926 - 1927 | 1965           | 12     | Linke-Hofmann-Busch, Orenstein & Koppel, Waggonfabrik Gebrüder Credé, Gebrüder Schöndorff |                        |                        |
| C               | CII             | 1929        | 1975           | 114    | Linke-Hofmann-Busch, Orenstein & Koppel, Waggonfabrik Gebrüder Credé, Gebrüder Schöndorff |                        |                        |
| C               | CIII            | 1930        | 1975           | 30     | Linke-Hofmann-Busch, Orenstein & Koppel, Waggonfabrik Gebrüder Credé, Gebrüder Schöndorff |                        |                        |
| C               | CIV             | 1930 - 1931 | 1975           | 2      | Linke-Hofmann-Busch, Orenstein & Koppel, Waggonfabrik Gebrüder Credé, Gebrüder Schöndorff |                        |                        |
| D               | D               | 1956 - 1973 | 2004 puis 2020 | 216    | AEG, Orenstein & Koppel, Siemens, Waggon-Union                                            |                        |                        |
| E               | EI              | 1956 - 1957 | 1960           | 2      | LOWA, LEW Hennigsdorf                                                                     |                        |                        |
| E               | EIII            | 1962 - 1994 | 1994           | 86     | LOWA, LEW Hennigsdorf                                                                     |                        |                        |
| F               | F               | 1973 - 1994 | en service     | 257    | Henschel & Sohn, Adtranz, AEG, Orenstein & Koppel, Siemens, Waggon-Union                  |                        | Rame de la série F79.  |
| H               | H               | 1996 - 2002 | en service     | 46     | Bombardier                                                                                |                        |                        |
| IK              | IK              | 2015 - 2020 | En service     | 54     | Stadler Rail                                                                              |                        |                        |

## Infrastructures
À Berlin existe un atelier pour les rames à petit gabarit et trois ateliers pour les rames à grand gabarit. Les ateliers sont divisés en ateliers principaux et ateliers d'exploitation. Dans ces derniers seuls les petits travaux sont réalisés, comme les changements de vitres. Dans les ateliers principaux sont effectués les révisions, prévues tous les deux ans. Ces ateliers sont également les seuls à pouvoir effectuer le levage des rames.

### Atelier de Grunewald

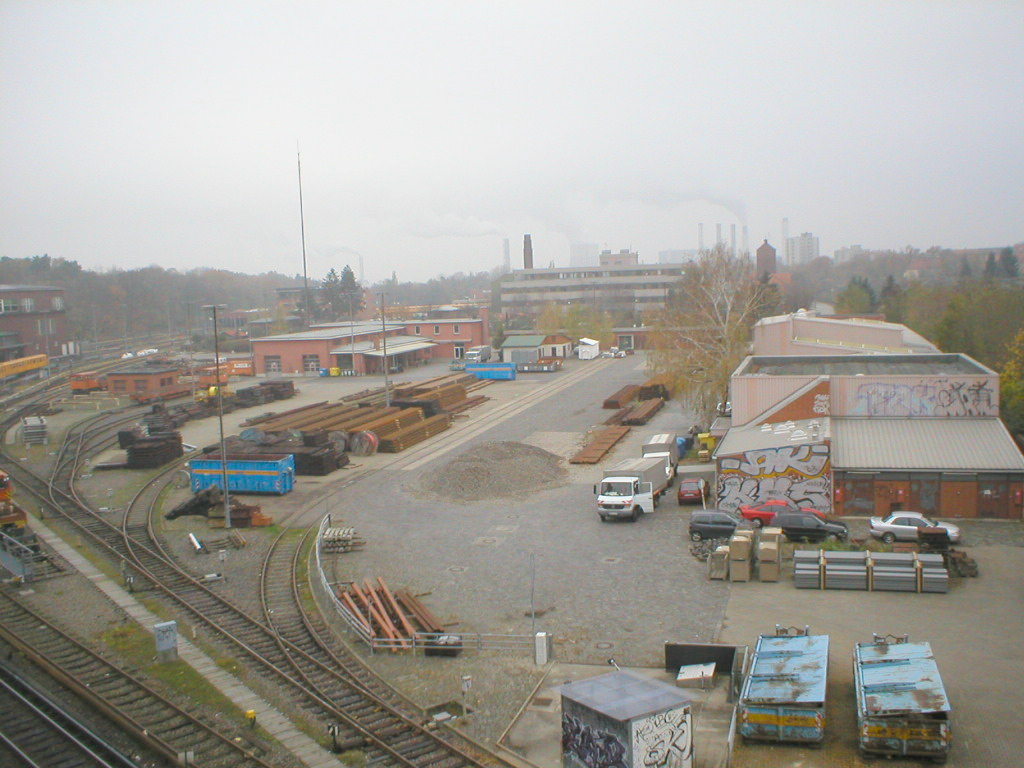
Vue partielle des ateliers de Grunewald.

L'atelier de Grunewald s'occupe des rames à petit gabarit. Il a été ouvert en 1913 et se trouve près de la station en surface Olympia-Stadion. Détruit en grande partie par les bombardements durant la Seconde Guerre mondiale, il a été reconstruit en 1950.

### Atelier de Seestraße
L'atelier de Seestraße a été ouvert en 1923 pour les rames à grand gabarit de la ligne C (aujourd'hui U6). Il se trouve au nord de la station Seestraße. Il a en tout 17 voies, dont deux utilisées pour les gros travaux et une pour l'installation de lavage. L'atelier est en cours de reconstruction pour permettre l'accueil des rames à petit gabarit lorsque l'atelier de Grünewald sera fermé. En attendant la fin des travaux, les rames qu'il accueille habituellement sont dirigées vers les deux autres ateliers.

### Atelier de Friedrichsfelde

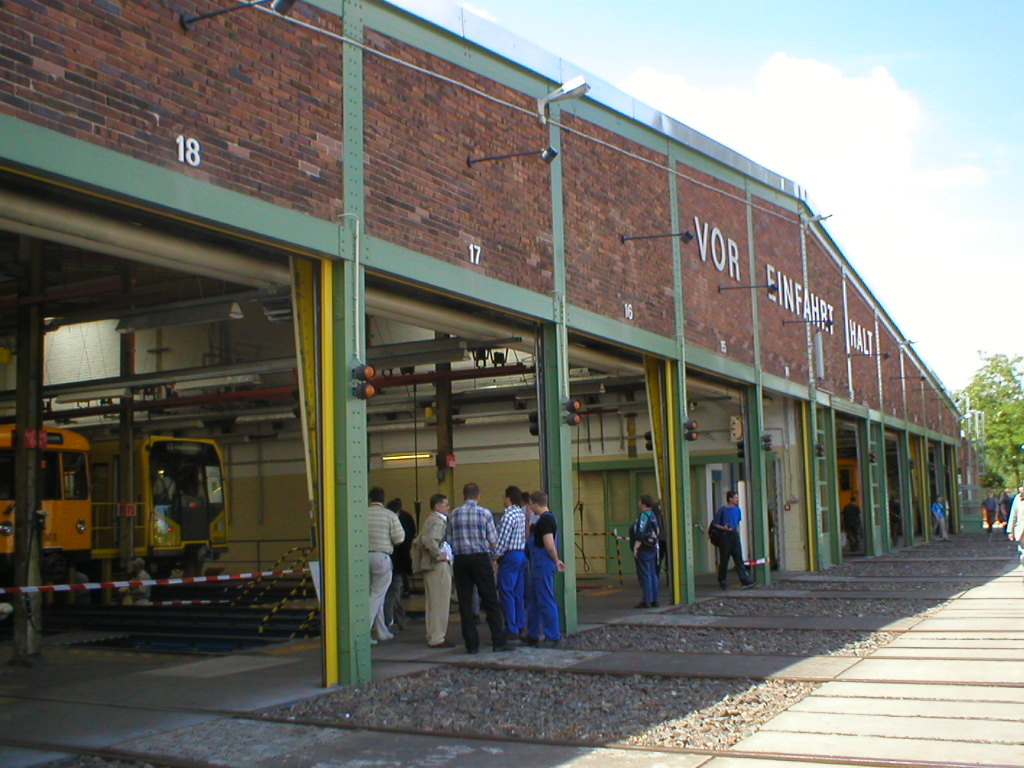
Halle no 2 de l'atelier de Friedrichsfelde.

L'atelier de Friedrichfelde a été créé lors de la construction de la ligne E (aujourd'hui U5) en 1930. Il est implanté près de la station de Tierpark.

### Atelier de Britz-Süd
L'atelier de Britz-Süd a été créé pour accueillir les rames à grand gabarit des lignes ouvertes à Berlin-Ouest après la guerre. L'atelier, situé près de Rüdow sur la ligne 7, occupe un très grand terrain de 100 000 m2. Ouvert en 1971, il est le plus moderne des ateliers du métro berlinois.

## Accidents
L'accident le plus grave a eu lieu le 26 septembre 1908 à la station Gleisdreieck. Un conducteur n'ayant pas vu un signal d'arrêt, deux rames entrèrent en collision et une partie d'une des deux rames tomba du viaduc, faisant 18 morts et 21 blessés graves. La gare de Gleisdreieck, mal située, fut reconstruite en 1912.

## Traduction
- (de) Cet article est partiellement ou en totalité issu de l’article de Wikipédia en allemand intitulé « U-Bahn Berlin » (voir la liste des auteurs).